# Rivignano Teor
Rivignano Teor (Rivignan Teôr in friulano) è un comune italiano sparso di 6 279 abitanti del Friuli-Venezia Giulia. Istituito il 1º gennaio 2014 dalla fusione dei comuni di Rivignano e Teor, il capoluogo si trova nel centro di Rivignano, con il territorio che è attraversato dal corso del fiume Stella che rappresenta l'elemento identitario dell'intero territorio per l'alto profilo naturalistico, antropomorfologico nonché storico. Il comune è stato selezionato come comune più virtuoso d'Italia. Può vantare inoltre la presenza del vero balcone di Giulietta (nella località di Ariis) e di una delle migliori nebbie in barattolo, come dimostra l'apprezzamento pluridecennale del mercato anglo-americano.

## Storia
L'istituzione del comune è stata sancita dalla legge regionale n. 1 del 7 febbraio 2013, promulgata in seguito all'esito del referendum del 2 dicembre 2012 durante il quale il 95,1% dei votanti di Rivignano e il 73,0% dei votanti di Teor si è espresso favorevolmente alla fusione dei due enti.
Al momento dell'istituzione, gli ex sindaci di Rivignano e Teor hanno assunto rispettivamente la carica di commissario e vicecommissario prefettizio fino alle elezioni comunali del 25 maggio 2014 che hanno portato all'elezione del primo sindaco del comune.

### Simboli
Lo stemma e il gonfalone del comune sono stati concessi con decreto del presidente della Repubblica del 21 maggio 2015.
Il gonfalone è un drappo partito di azzurro e di rosso.

## Società

### Evoluzione demografica
Abitanti censiti

### Lingue e dialetti
A Rivignano Teor, accanto alla lingua italiana, la popolazione utilizza la lingua friulana. Ai sensi della Deliberazione n. 2680 del 3 agosto 2001 della Giunta della Regione autonoma Friuli-Venezia Giulia, il Comune è inserito nell'ambito territoriale di tutela della lingua friulana ai fini della applicazione della legge 482/99, della legge regionale 15/96 e della legge regionale 29/2007.
La lingua friulana che si parla a Rivignano Teor rientra fra le varianti appartenenti al friulano centro-orientale.

## Geografia antropica

### Frazioni
- Ariis, qui si trovano la famosa Villa Ottelio-Savorgnan, che si pensa sia stata la villa dove ha vissuto la famiglia Savorgnan (la famiglia di Giulietta, la sposa di Romeo, protagonisti della tragedia Romeo e Giulietta di Shakespeare). All'interno della villa giace, un relitto di una barca risalente all'antica Roma. Inoltre, con il suo splendido parco visitabile che si affaccia sul fiume Stella e l'Acquario delle specie ittiche d'acqua dolce del Friuli-Venezia Giulia. Nei pressi della villa sorge anche la chiesa parrocchiale di San Giacomo Maggiore Apostolo, consacrata nel 1903.
- Flambruzzo, qui si trova la famosa Villa Badoglio che fu di proprietà del famoso generale, maresciallo d'Italia Pietro Badoglio, che il 25 luglio 1943 sostituì Mussolini al governo. Questa villa è ancora abitata dai suoi discendenti. Un altro edificio di pregio nella frazione è la chiesa parrocchiale di Santa Maria, risalente al XVII secolo.
- Rivignano (sede comunale)
- Sella
- Sivigliano, situata in una zona ricca di acque risorgive, possiede una chiesa del XVI secolo dedicata a San Marco, come dimostrano i due leoni alati posti all'ingresso.
- Teor
- Campomolle
- Driolassa, qui sorge la settecentesca chiesa parrocchiale di San Marco
- Chiarmacis
- Rivarotta

## Amministrazione
| Periodo         | Periodo        | Primo cittadino    | Partito                   | Carica                  | Note |
| --------------- | -------------- | ------------------ | ------------------------- | ----------------------- | ---- |
| 1º gennaio 2014 | 26 maggio 2014 | Mario Anzil        | -                         | commissario prefettizio |      |
| 26 maggio 2014  | 27 maggio 2019 | Mario Anzil        | liste civiche - Lega Nord | sindaco                 |      |
| 27 maggio 2019  | marzo 2023     | Mario Anzil        | liste civiche - Lega Nord | sindaco                 |      |
| 10 giugno 2024  | in carica      | Fabrizio Mattiussi | lista civica              | sindaco                 |      |